# Ministério da Defesa (Israel)

Bandeira do ministro da Defesa.

O Ministério da Defesa (em hebraico:  מִשְׂרַד הַבִּטָּחוֹן, translit.: Misrad HaBitahon, "Ministério da Segurança", sigla: em hebraico:  משהב"ט) do governo de Israel, é o departamento governamental responsável por defender o Estado de Israel de ameaças militares internas e externas. Seu chefe político é o Ministro da Defesa de Israel, e seus escritórios estão localizados em HaKirya, na capital política de Tel Aviv. O Ministério da Defesa supervisiona a maioria das forças de segurança israelenses, incluindo as Forças de Defesa de Israel (FDI), as empresas Israel Military Industries (IMI) e Israel Aerospace Industries (IAI). O ministério foi estabelecido quando o Mandato Britânico da Palestina terminou, e o Exército Britânico partiu da Palestina e o Estado de Israel foi formado. Isso acabou com as unidades de milícia maltrapilhas durante o domínio britânico e deu lugar à defesa formal do Estado judeu.

## Ministro da Defesa
O Ministro da Defesa de Israel (em hebraico:  שַׂר הַבִּטָּחוֹן, Sar HaBitahon, lit. Ministro da Segurança) dirige o ministério. O posto é considerado o segundo cargo mais importante no gabinete israelense, e geralmente tem um vice-ministro. O Ministro da Defesa também é membro permanente do Gabinete de Segurança. Benny Gantz, da coligação Azul e Branco, foi empossado em 17 de maio de 2020 como o novo Ministro da Defesa de Israel até 2022; sendo sucedido por Yoav Gallant. O Atual ministro é Israel Katz.
Devido à grande importância do portfólio de defesa, os primeiros-ministros frequentemente ocupam o cargo além de suas funções de primeiro-ministro; oito dos vinte ministros da Defesa até o momento também serviam como primeiros-ministros. Seis deles (Moshe Dayan, Yitzhak Rabin, Ehud Barak, Shaul Mofaz, Moshe Ya'alon e Benny Gantz) também são ex-chefes do Estado-Maior das Forças de Defesa de Israel.
Entre as atribuições do cargo, ministros da Defesa podem requerer prisão administrativa. Por causa do intenso trabalho e da tensão entre o escalão político e o escalão militar, frequentemente criam-se desentendimentos e diferenças de opinião entre o Ministro da Defesa e o Chefe do Estado-Maior.

### Lista de ministros
| #  | Ministro             | Partido                             | Início               | Fim                  | Notas                                 |
| -- | -------------------- | ----------------------------------- | -------------------- | -------------------- | ------------------------------------- |
| 1  | David Ben-Gurion     | Mapai                               | 26 Janeiro de 1954   |                      | Também primeiro-ministro              |
| 2  | Pinhas Lavon         | Mapai                               | 26 janeiro de 1954   | 21 fevereiro de 1955 |                                       |
| –  | David Ben-Gurion     | Mapai                               | 21 fevereiro de 1955 | 26 junho de 1963     | Também primeiro-ministro              |
| 3  | Levi Eshkol          | Mapai e Alinhamento                 | 26 junho de 1963     | 5 junho de 1967      | Também primeiro-ministro              |
| 4  | Moshe Dayan          | Partido Trabalhista eAlinhamento    | 5 junho de 1967      | 3 junho de 1974      |                                       |
| 5  | Shimon Peres         | Alinhamento                         | 3 junho de 1974      | 20 junho de 1977     |                                       |
| 6  | Ezer Weizman         | Likud                               | 20 junho de 1977     | 28 maio de 1980      |                                       |
| 7  | Menachem Begin       | Likud                               | 28 maio de 1980      | 5 August 1981        | Também primeiro-ministro              |
| 8  | Ariel Sharon         | Likud                               | 5 August 1981        | 14 fevereiro de 1983 |                                       |
| –  | Menachem Begin       | Likud                               | 14 fevereiro de 1983 | 23 fevereiro de 1983 | Também primeiro-ministro              |
| 9  | Moshe Arens          | Likud                               | 23 fevereiro de 1983 | 13 setembro de 1984  |                                       |
| 10 | Yitzhak Rabin        | Alinhamento                         | 13 setembro de 1984  | 15 março de 1990     |                                       |
| 11 | Yitzhak Shamir       | Likud                               | 15 março de 1990     | 11 junho de 1990     | Também primeiro-ministro              |
| –  | Moshe Arens          | Likud                               | 11 junho de 1990     | 13 julho de 1992     |                                       |
| –  | Yitzhak Rabin        | Partido Trabalhista                 | 13 julho de 1992     | 4 novembro de 1995   | Também primeiro-ministro, assassinado |
| –  | Shimon Peres         | Partido Trabalhista                 | 4 novembro de 1995   | 18 junho de 1996     | Também primeiro-ministro              |
| 12 | Yitzhak Mordechai    | Likud                               | 18 junho de 1996     | 25 janeiro de 1999   |                                       |
| –  | Moshe Arens          | Likud                               | 27 janeiro de 1999   | 6 julho de 1999      |                                       |
| 13 | Ehud Barak           | Um Israel                           | 6 julho de 1999      | 7 março de 2001      | Também primeiro-ministro              |
| 14 | Binyamin Ben-Eliezer | Partido Trabalhista                 | 7 março de 2001      | 2 novembro de 2002   |                                       |
| 15 | Shaul Mofaz          | Likud                               | 4 novembro de 2002   | 4 maio de 2006       |                                       |
| 16 | Amir Peretz          | Partido Trabalhista                 | 4 maio de 2006       | 18 junho de 2007     |                                       |
| –  | Ehud Barak           | Partido Trabalhista e Independência | 18 junho de 2007     | 18 março de 2013     |                                       |
| 17 | Moshe Ya'alon        | Likud                               | 18 março de 2013     | 22 maio de 2016      |                                       |
| –  | Benjamin Netanyahu   | Likud                               | 22 maio de 2016      | 30 maio de 2016      | Também primeiro-ministro              |
| 18 | Avigdor Lieberman    | Yisrael Beiteinu                    | 30 maio de 2016      | 18 novembro de 2018  |                                       |
| 19 | Benjamin Netanyahu   | Likud                               | 18 novembro de 2018  | 8 novembro de 2019   | Também primeiro-ministro              |
| 20 | Naftali Bennett      | Nova Direita                        | 8 novembro de 2019   | 17 maio de 2020      |                                       |
| 21 | Benny Gantz          | Azul e Branco                       | 17 maio de 2020      | 29 dezembro de 2022  | Também primeiro-ministro              |
| 22 | Yoav Galant          | Likud                               | 29 dezembro de 2022  |                      |                                       |

#### Lista de vice-ministros
| #  | Ministro             | Festa               | governos      | Início do período      | Fim do prazo           |
| -- | -------------------- | ------------------- | ------------- | ---------------------- | ---------------------- |
| 1  | Shimon Peres         | Mapai               | 9, 10, 11, 12 | 21 de dezembro de 1959 | 25 de maio de 1965     |
| 2  | Zvi Dinstein         | Alinhamento         | 13            | 17 de janeiro de 1966  | 5 de junho de 1967     |
| 3  | Mordechai Tzipori    | Likud               | 18, 19        | 28 de junho de 1977    | 10 de outubro de 1983  |
| 4  | Michael Dekel        | Likud               | 21, 22        | 3 de dezembro de 1985  | 21 de novembro de 1988 |
| 5  | Ovadia Eli           | Likud               | 24            | 8 de julho de 1991     | 13 de julho de 1992    |
| 6  | Mordechai Gur        | Partido Trabalhista | 25            | 4 de agosto de 1992    | 16 de julho de 1995    |
| 7  | ori orr              | Partido Trabalhista | 26            | 27 de novembro de 1995 | 18 de junho de 1996    |
| 8  | Silvan Shalom        | Likud               | 27            | 9 de julho de 1997     | 6 de julho de 1999     |
| 9  | Efraim Sneh          | Um Israel           | 28            | 5 de agosto de 1999    | 7 de março de 2001     |
| 10 | Dalia Rabin-Pelossof | Partido Trabalhista | 29            | 7 de março de 2001     | 1 de agosto de 2002    |
| 11 | Weizman Shiry        | Partido Trabalhista | 29            | 12 de agosto de 2002   | 2 de novembro de 2002  |
| 12 | Ze'ev Boim           | Likud e Kadima      | 30            | 5 de março de 2003     | 18 de janeiro de 2006  |
| –  | Efraim Sneh          | Partido Trabalhista | 31            | 30 de outubro de 2006  | 18 de junho de 2007    |
| 13 | Matan Vilnai         | Partido Trabalhista | 31, 32        | 2 de julho de 2007     | 18 de janeiro de 2011  |
| 14 | Danny Danon          | Likud               | 33            | 18 de março de 2013    | 15 de julho de 2014    |
| 15 | Eli Ben-Dahan        | Lar Judaico         | 34            | 19 de maio de 2015     | 3 de outubro de 2019   |
| 16 | Alon Schuster        | Azul e Branco       | 36            | 28 de junho de 2021    | 29 de dezembro de 2022 |

## Diretores-Gerais

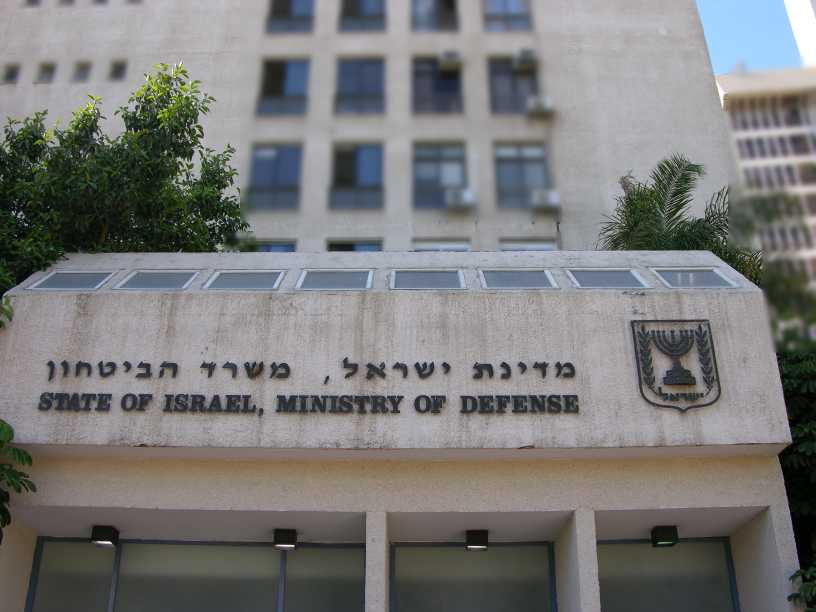
Fachada do Ministério da Defesa.

| #  | Diretor-geral                  | Início do mandato | Fim do mandato |
| -- | ------------------------------ | ----------------- | -------------- |
| 1  | Levi Eshkol                    | 1948              | 1948           |
| 2  | Eliezer Peri                   | 1948              | 1949           |
| 3  | Pinchas Sapir                  | 1949              | 1951           |
| 4  | Ze'ev Schind                   | 1951              | 1952           |
| 5  | Shimon Peres (em exercício)    | 1952              | 1953           |
| –  | Shimon Peres                   | 1953              | 1959           |
| 6  | Asher Ben-Natan (em exercício) | 1959              | 1960           |
| –  | Asher Ben-Natan                | 1960              | 1965           |
| 7  | Moshe Kasti                    | 1965              | 1970           |
| 8  | Yeshayahu Lavie                | 1970              | 1972           |
| 9  | Yitzhak Ironi                  | 1972              | 1975           |
| 10 | Pinhas Zusman                  | 1975              | 1978           |
| 11 | Yosef Ma'ayan                  | 1978              | 1981           |
| 12 | Avraham Ben Yossef             | 1981              | 1982           |
| 13 | Aharon Bet-Halachmi            | 1982              | 1983           |
| 14 | Menachem Maron                 | 1983              | 1986           |
| 15 | David Ivry                     | 1986              | 1996           |
| 16 | Ilan Biran                     | 1996              | 1999           |
| 17 | Amos Yaron                     | 1999              | 2005           |
| 18 | Jacob Toren                    | 2005              | 2006           |
| 19 | Gabi Ashkenazi                 | 2006              | 2007           |
| 20 | Pinchas Buchris                | 2007              | 2010           |
| 21 | Ehud Shani                     | 2010              | 2013           |
| 22 | Dan Harel                      | 2013              | 2016           |
| 23 | Udi Adam                       | 2016              | 2020           |
| 24 | Amir Eshel                     | 2020              | presente       |

## Estrutura

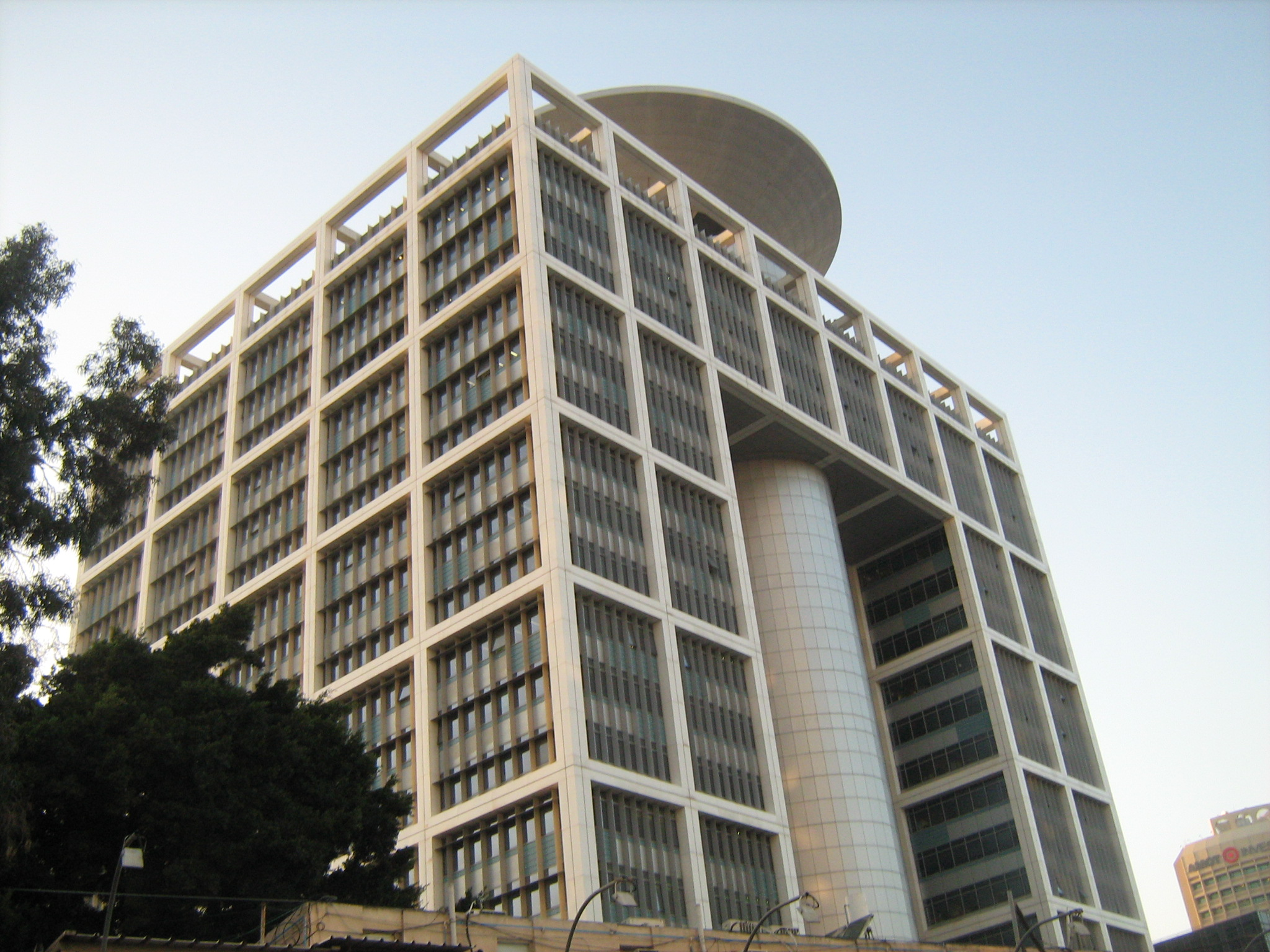
Edifício do Ministério da Defesa em HaKirya, Tel Aviv.

- Ministério da Defesa Interior de Israel, chefiado pelo vice-ministro da Defesa.
- Autoridade Nacional de Emergência de Israel, Rahel.
- Administração para o Desenvolvimento de Armamentos e Infraestrutura Tecnológica, Maf'at.
- Coordenador de Atividades Governamentais nos Territórios, Matpash.
- Diretor de Segurança do Estabelecimento de Defesa, Malmab.
- Unidade de Controladoria do Estabelecimento de Defesa.
- Ramo Político de Defesa, Abtam.
- Diretoria Internacional de Cooperação em Defesa, Sibat (em hebraico:  האגף לייצוא ביטחוני (סיבט)).[7][8]
- Sistemas de Gestão de Informática e Computadores, Malam – Centro de Processamento de Dados.
- Ramo de Operações Logísticas e de Propriedades , Emun.
- Ramo Social de Defesa.
- Controle de Exportação do Departamento de Defesa, Api.
- Direção do Programa de Tanques.
- Direção de Aprovisionamento e Produção, Manhar.
- Gestão de Emergências, Melakh.
- Ombudsman dos Soldados, Nakhal.
- Fundo e Unidade para Soldados Dispensados.
- Departamento de Famílias e Memória.
- Divisão de Reabilitação de Deficientes.

## Ligações Externas
- Ministério da Defesa de Israel
- Todos os ministros no site do Knesset do Ministério da Defesa